# Angilberga da Provença
Angilberga da Provença, Duquesa da Aquitânia (nascida por volta de 877 e falecida em 919) foi uma nobre da família Bosônidas dos séculos VIII e IX.
Engelberga era filha de Ermengarda da Itália e de Bosão da Provença (879–887). Ela foi prometida em casamento a Carlomano II, filho de Luís, o Gago, mas Carlomano morreu com cerca de dezoito anos em 884. Em seguida, ela se casou com Guilherme I, duque da Aquitânia. A fundação da Abadia de Cluny por Guilherme e Angilberga, em 910, pode ser vista como um exemplo dos esforços do século X "para perpetuar a união de dois grupos de parentesco por meio de uma instituição religiosa".

## Casamento e descendência
Ela se casou com Guilherme I da Aquitânia, e tiveram:
- Angilberga[5]
- Possivelmente outra filha[5]